# Kajaput drvo
Kajaput drvo (lat. Melaleuca leucadendra) korisno vazdazeleno drvo iz Moluka, Nove Gvineje i Australije, a introducirano je i u brojne druge države po Aziji, Africi i Americi. Prvi puta opisao ga je Linnaeus kao Myrtus leucadendra
Drvo naraste i preko 20 metara visine (70 stopa). Domorodačka plemena koristili su njegovu kori za izgradnju vodonepropusnih koliba i za omatanje hrane koja se kuhala u podzemnim pećnicama nazivanima kap mari. često se uzgajaju po parkovima i ulicama u gradovima suptropskog podrućja, kao što su Brisbane i Sydney

## Vanjske poveznice
|  | Zajednički poslužitelj ima još gradiva o temi Melaleuca leucadendra |
|  | Wikivrste imaju podatke o taksonu Melaleuca leucadendra             |